# Ilario Dionisi
Ilario Dionisi (Roma, 20 dicembre 1983) è un pilota motociclistico italiano, due volte campione italiano classe Supersport nel 2011 e 2012.

## Carriera
Nel 2001 Dionisi disputa due gare nel Campionato Italiano Stock 1000 dove, in sella ad un'Aprilia conquista qualche punto. Nel 2002 è pilota titolare nella stessa categoria e con la stessa motocicletta, conclude al decimo posto. Sempre nel 2002, fa il suo esordio internazionale prendendo parte a tre gare nella Superstock 1000 FIM Cup dove, in sella a tre motociclette differenti, si classifica sedicesimo. Nel 2003, in sella ad una Suzuki GSX-R1000, si classifica settimo nella Superstock 1000 (conquistando un secondo posto in gara e due pole position) e secondo nel CIV Stock 1000. Nel 2004, con la stessa motocicletta della stagione precedente, è settimo nell'europeo e terzo nel campionato Italiano Stock 1000. Nel 2005, con il Team Celani, è ottavo in Superstock 1000 mentre in ambito nazionale disputa la classe Superbike chiudendo decimo. Nel 2006 inizia la stagione con motociclette Yamaha per poi passare a MV Agusta classificandosi decimo nel campionato italiano Stock 1000 e tredicesimo nella FIM Cup. Nel 2007, gareggia con motociclette Suzuki classificandosi terzo nell'italiano Stock1000 (dove vince una gara) e sesto nella FIM Cup con due piazzamenti a podio. Nel 2008 torna con MV Agusta classificandosi quattordicesimo nell'italiano Stock 1000. Nella stessa stagione disputa le prime quattro gare nel mondiale Supersport con una Triumph 675 conquistando un punto. 
Nel 2009 si trasferisce nel Campionato Italiano Supersport dove, in sella ad una Honda CBR600RR si classifica settimo. Nel 2010 è vice-campione italiano Supersport. Nel 2011 con una Honda del Team Improve è campione italiano Supersport. Nella stessa stagione disputa, in qualità di wild card, il Gran Premio di Misano nel mondiale Supersport concludendo quinto, a poco meno di cinque secondi dal vincitore. Nel 2012, con lo stesso team della stagione precedente, rivince il titolo italiano Supersport; a livello internazionale invece, disputa altre due gare nel mondiale Supersport senza ottenere punti. Nel 2013 chiude secondo nel CIV Supersport.
Nel 2014, rimanendo con la scuderia Improve, si trasferisce nel campionato italiano Superbike dove, in sella ad una Honda CBR1000RR conquista trentasette punti e chiude quattordicesimo. Nel 2015 torna nella classe Supersport del campionato italiano dove, in sella ad una MV Agusta F3 675 conclude settimo. Nel 2016, sempre con MV Agusta, vince due gare e chiude quinto. Disputa inoltre il Gran Premio di Misano del mondiale Supersport chiudendo diciassettesimo. Nel 2017, conquistando altre due vittorie e sette piazzamenti a podio complessivi, chiude per la terza volta al secondo posto nel CIV Supersport. Nelle stagioni 2018 e 2019, sempre con MV Agusta, prende parte solo ad alcune gare nel campionato italiano Supersport.

## Risultati nel mondiale Supersport
| 2008 | Moto    |    |     |     |    |  |  |  |  |  |  |  |  |  |  | Punti | Pos. |
| ---- | ------- | -- | --- | --- | -- |  |  |  |  |  |  |  |  |  |  | ----- | ---- |
| 2008 | Triumph | 21 | Rit | Rit | 15 |  |  |  |  |  |  |  |  |  |  | 1     | 41º  |

| 2011 | Moto  |  |  |  |  |   |  |  |  |  |  |  |  |  |  | Punti | Pos. |
| ---- | ----- |  |  |  |  | - |  |  |  |  |  |  |  |  |  | ----- | ---- |
| 2011 | Honda |  |  |  |  | 5 |  |  |  |  |  |  |  |  |  | 11    | 22º  |

| 2012 | Moto  |  |  |  |     |    |  |  |  |  |  |  |  |  |  | Punti | Pos. |
| ---- | ----- |  |  |  | --- | -- |  |  |  |  |  |  |  |  |  | ----- | ---- |
| 2012 | Honda |  |  |  | Rit | 18 |  |  |  |  |  |  |  |  |  | 0     |      |

| 2016 | Moto      |  |  |  |  |  |  |  |    |  |  |  |  |  |  | Punti | Pos. |
| ---- | --------- |  |  |  |  |  |  |  | -- |  |  |  |  |  |  | ----- | ---- |
| 2016 | MV Agusta |  |  |  |  |  |  |  | 17 |  |  |  |  |  |  | 0     |      |

| Legenda | 1º posto        | 2º posto            | 3º posto           | A punti      | Senza punti        | Grassetto – Pole position Corsivo – Giro più veloce |
| Legenda | Gara non valida | Non qual./Non part. | Ritirato/Non class | Squalificato | '-' Dato non disp. | Grassetto – Pole position Corsivo – Giro più veloce |